# Christian Landtman
Christian Landtman, född 23 maj 1922 i Helsingfors, död där 20 juni 2019, var en finländsk företagsledare. Han var son till Gunnar Landtman.
Christian Landtman blev student 1940 och diplomingenjör 1948. Han var konstruktör vid Valmet Ab, Helsingfors skeppsvarv 1948–1949, chef för ritkontorets maskinavdelning 1949–1954, verkstadsingenjör vid Wärtsiläkoncernen Ab, Sandvikens Skeppsdocka och Mekaniska Verkstad 1954–1956, chef för ritkontoret och teknisk ledare 1956–1958, teknisk ledare 1958–1962, verkställande direktör 1962–1971 och direktör för företagets varvsgrupp 1971–1984. 
Landtman var assistent och timlärare vid Tekniska högskolan och Tekniska läroverket 1947–1949, speciallärare i fartygsmaskiner vid Tekniska högskolan 1949–1957. Han är medlem av Akademin för tekniska vetenskaper. Han skrev Laivojen koneistot samt artiklar i facktidskrifter: Han blev teknologie hedersdoktor 1981.